# Hariot Hamilton-Temple-Blackwood
Hariot Hamilton-Temple-Blackwood, Marchioness of Dufferin and Ava, född 1843, död 1936, var vicedrottning av Indien (Vicereine of India) 1884–1888 som gift med den brittiske vicekungen i Indien, Frederick Hamilton-Temple-Blackwood, 1:e markis av Dufferin och Ava.
Hon var som vicedrottning en välkänd offentlig figur i representativa sammanhang. Hon är känd för sin framgång som "diplomatisk hustru" och sitt engagemang för sjukvård för kvinnor i Indien. 